# 三垣
三垣（さんえん）とは、天球を天の北極を中心に3つの天区に分けた紫微垣・太微垣・天市垣の総称。またはその基準となった星座（古代中国では星官という）。
- 紫微垣 - 中垣。北極星周囲の区画。
- 太微垣 - 上垣。北斗七星より南、星・張・翼・軫より北の区画。
- 天市垣 - 下垣。房・心・尾・箕・斗より北の区画。

星座としての三垣は、藩垣すなわち城壁の形を象ったもので、城門のある南北は開かれた形で左（東）の城壁と右（西）の城壁に分けられる。それぞれ囲っているのは、紫微が宮殿、太微が庭園、天市が市場とされる。
三垣を天球上の領域とするような考え方は『晋書』天文志の段階ではまだ見られない。その後、隋の丹元子の星座詩『歩天歌』において北極を中心として星座が三垣に分類されている。以後、三垣二十八宿（三垣二十八舎とも）を天上世界の区域名として使うことが一般的となった。